# Айбль
Айбль (нем. Aibl) — коммуна (нем. Gemeinde) в Австрии, в федеральной земле Штирия.
Входит в состав округа Дойчландсберг.  Население составляет 1504 человека (на 31 декабря 2005 года). Занимает площадь 40,7 км². Официальный код  —  6 03 01.

## Политическая ситуация
Бургомистр коммуны — Карл Галлер (АНП) по результатам выборов 2005 года.
Совет представителей коммуны (нем. Gemeinderat) состоит из 15 мест.
- АНП занимает 11 мест.
- СДПА занимает 4 места.